# Młodowice

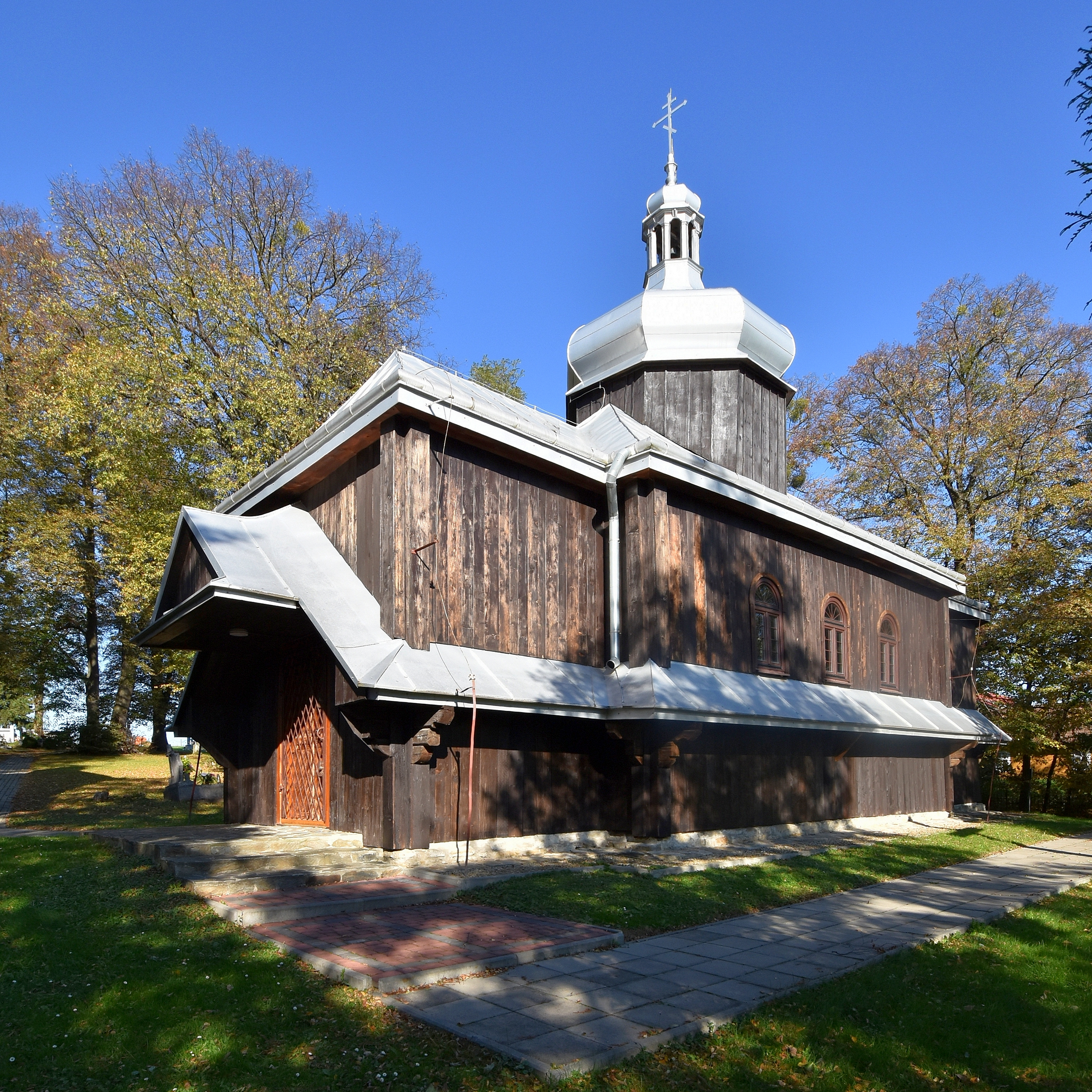
Cerkiew prawosławna Poczęcia Bogurodzicy

Młodowice (w latach 1977–1981 Walterów) – wieś w Polsce położona w województwie podkarpackim, w powiecie przemyskim, w gminie Fredropol.
Wieś szlachecka, własność Fredrów, położona była w 1589 roku w ziemi przemyskiej województwa ruskiego.
II Rzeczypospolitej wieś w powiecie przemyskim w województwie lwowskim.
W latach 1946–1947 nacjonaliści ukraińscy z OUN-UPA zamordowali tutaj 14 Polaków, w tym 4 żołnierzy Wojska Polskiego, paląc część gospodarstw.
W latach 1975–1998 miejscowość administracyjnie należała do województwa przemyskiego.
Dawna cerkiew greckokatolicka Zmartwychwstania Pańskiego i Niepokalanego Poczęcia Bogarodzicy (obecnie filialna cerkiew prawosławna, należąca do parafii w Kłokowicach) wzniesiona w 1923 na miejscu starszej drewnianej. Obok cerkwi w tym samym czasie wzniesiono drewnianą dzwonnicę na planie ośmioboku. Dzwonnica cerkiewna w Młodowicach jest jednym z nielicznych i oryginalnym przykładem recepcji modernistycznych form architektonicznych w drewnianym budownictwie sakralnym. 
Wieś leży na szlaku architektury drewnianej województwa podkarpackiego.

## Demografia
- 1785 – 209 grekokatolików, 40 rzymskich katolików, 10 żydów
- 1840 – 332 grekokatolików
- 1859 – 320 grekokatolików
- 1879 – 295 grekokatolików
- 1899 – 330 grekokatolików
- 1926 – 690 grekokatolików
- 1938 – 660 grekokatolików
- 2003 – 340 osób